# Ton Roosendaal

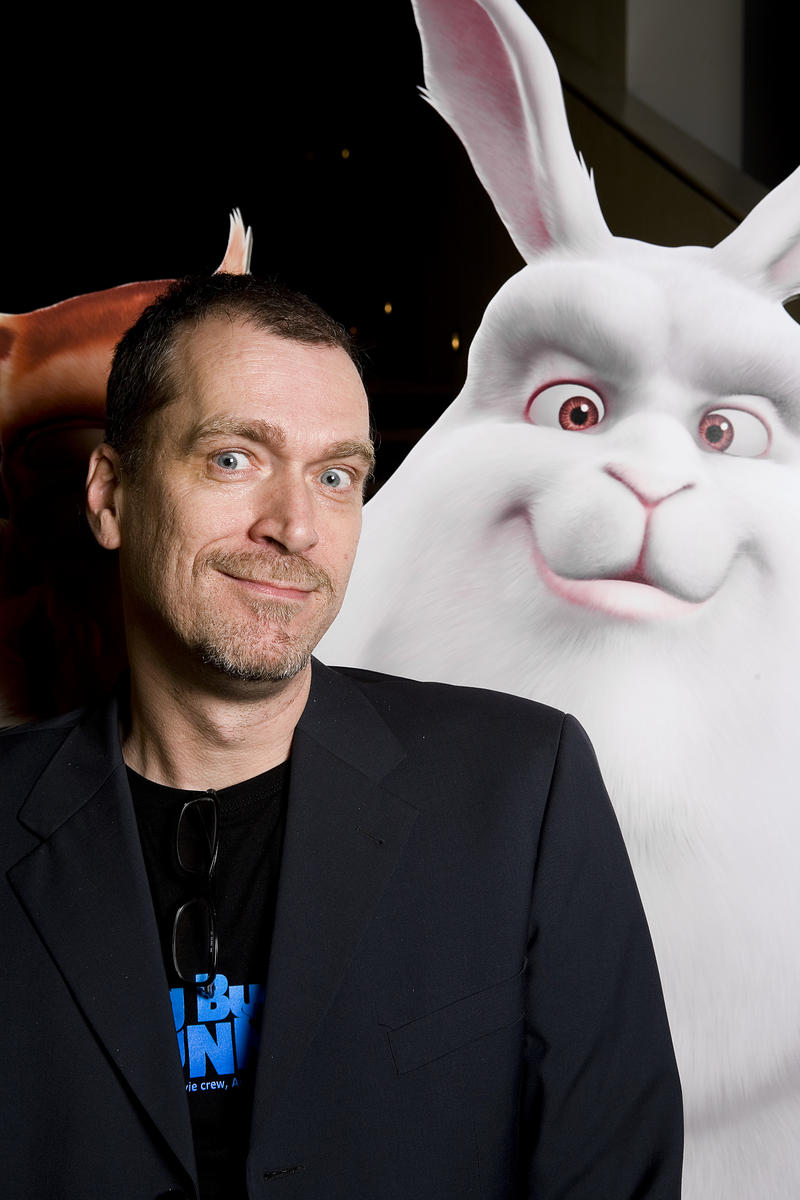
Ton Roosendaal

Ton Roosendaal este dezvoltatorul principal al programului open-source Blender și  președinte al Fundației Blender. În prezent, Ton lucrează la coordonarea proiectelor Blender, de la dezvoltarea programului, până la publicarea lui. De asemenea, el este producătorul filmelor create în Blender și alte programe gratuite: Elephants Dream și Big Buck Bunny.